# Charles II de Hesse-Philippsthal
Pour les autres membres de la famille, voir Hesse-Philippsthal.
Charles de Hesse-Philippsthal (en allemand Karl von Hessen-Philippsthal), né le 22 mai 1803 à Philippsthal, décédé le 12 février 1868 à Philippsthal.
Il est landgrave de Hesse-Philippsthal de 1849 à 1866 (annexé par la Prusse lors de la Guerre austro-prussienne).

## Famille
Fils d'Ernest de Hesse-Philippsthal et de Christiane de Schwarzbourg-Rudolstadt.
En 1845, Charles de Hesse-Philippstahl épousa Marie de Wurtemberg (1818-1888), (fille du duc Eugène de Wurtemberg)
Deux enfants sont nés de cette union :
- Ernest de Hesse-Philippsthal (1846-1925), landgrave de Hesse-Philippsthal
- Charles de Hesse-Philippsthal (1853-1916)

Charles de Hesse-Philippsthal appartint à la lignée des Hesse-Philippsthal, cette cinquième branche était issue de la première branche de la Maison de Hesse, elle-même issue de la première branche de la Maison de Brabant.
Après l'abdication du landgrave Ernest de Hesse-Philippsthal en 1866, la branche de Hesse-Philippsthal se perpétue avec la sixième branche de Hesse-Philippsthal-Barchfeld actuellement représentée par le prince Guillaume de Hesse-Philippsthal (1933-).